# 本證寺 (安城市)
本證寺（ほんしょうじ）は、愛知県安城市野寺町にある真宗大谷派の寺院。山号は雲龍山。野寺御本坊とも呼ばれる。

## 特色
安城市南東部に位置し、周囲には善證寺・宗玄寺・金襲寺などの寺院がある。
本證寺、上宮寺、勝鬘寺は浄土真宗における「三河三か寺」（三河触頭三ヶ寺）とされる。なお、三河三か寺の末寺として「浜の三か寺」もあり、本證寺の末寺として恩任寺、上宮寺の末寺として専修坊、勝鬘寺の末寺として西方寺が浜の三か寺とされた。
戦国時代には本證寺を含む三河三か寺が三河一向一揆の拠点となった。こうした経緯から、鼓楼や土塁を備え、水濠に囲まれた城郭寺院（城郭伽藍）となっている。また、書院は親鸞が泊まった際に、天井裏まで雨漏りがしていたのに、部屋までは漏らなかったという伝承が残されており、「雨もり御殿」と言われている。
城郭関係書籍などでは、本證寺城として言及されることもある。「本証寺」「本証寺城」と表記されることもあるが、寺号の表記は本證寺が正式である。寺域は約33,000m2である。

## 歴史
1206年（建永元年）頃、親鸞門侶の慶円により開創。
三河国の一向宗の3か寺として、『三州一向宗乱記』には「当国碧海郡野寺村の本證寺と申すは、一向宗の小本寺にて、守護不入の道場、当国三箇寺の其の一箇寺なり」と記載されている。
1549年（天文18年）の門徒連判状に武士門徒115名が署名しているなど、その当時における本證寺門徒団の三河地方での一大勢力ぶりが窺える。
三河一向一揆では、上宮寺、勝鬘寺と並んで一揆の拠点となった。『三河物語』にも「野寺之寺内、土呂・鍼崎・野寺・佐々き（三河四ヶ寺・一向一揆の主力）」などとして登場する。一向一揆は1564年（永禄7年）の小豆坂の戦いや、小川の戦いで敗れ、当主の空誓上人は逃走したため、一時は廃寺となったが、1663年（寛文3年）までには再興したとされている。
江戸時代になると、徳川家綱の将軍就任にあわせて拝謁。以降、江戸幕府と尾張徳川家の代替わりごとに拝謁を行っていたことから、他の三か寺と同様に両家と密接な関係を持っていたことが分かる。
2015年（平成27年）3月10日、「本證寺境内」が国史跡の指定を受けた。安城市においては87年ぶり、3件目の指定となる。
2017年（平成29年）4月29日、地域住民らの主催により第1回「本證寺フェスティバル」が開催された。ひつぎに入った参加者に住職が読経する「納棺体験」、雅楽、太鼓演舞、歴史講演会、鉄道模型コーナーなど様々な催しが本堂、境内、庫裏、西座敷の4つの会場で行われた。

## ギャラリー
- 鼓楼（市指定文化財）
- 堀と鼓楼
- 第1回「本證寺フェスティバル」
- 鐘楼（市指定文化財）
- 西座敷と中庭
- 安城市埋蔵文化財センターに展示されている出土品

## 文化財
重要文化財
| 名称                    | 種別 | 時代     | 指定年月日   |
| ----------------------- | ---- | -------- | ------------ |
| 絹本著色 善光寺如来絵伝 | 絵画 | 鎌倉時代 | 1918年4月8日 |
| 絹本著色 聖徳太子絵伝   | 絵画 | 鎌倉時代 | 1918年4月8日 |

史跡（国指定）
| 名称       | 種別 | 時代     | 指定年月日    |
| ---------- | ---- | -------- | ------------- |
| 本證寺境内 | 史跡 | 室町時代 | 2015年3月10日 |

愛知県指定有形文化財
| 名称                                 | 種別       | 時代         | 指定年月日    |
| ------------------------------------ | ---------- | ------------ | ------------- |
| 絹本著色 法然上人絵伝                | 絵画       | 南北朝時代   | 1972年5月31日 |
| 木造 慶円上人坐像一軀 附台座天板一面 | 彫刻       | 南北朝時代   | 2001年8月24日 |
| 垣蔦文組椀                           | 工芸品     | 安土桃山時代 | 1958年6月21日 |
| 本證寺本堂                           | 建造物     | 江戸時代     | 1974年4月10日 |
| 本證寺のイブキ                       | 天然記念物 |              | 1978年1月17日 |

安城市指定文化財
| 名称                          | 種別   | 時代         | 指定年月日    |
| ----------------------------- | ------ | ------------ | ------------- |
| 鼓楼・鐘楼・経蔵・裏門        | 建造物 | 江戸時代     | 2005年11月3日 |
| 絹本著色 聖徳太子像           | 絵画   | 室町時代     | 1965年11月3日 |
| 絹本著色 方便法身尊像         | 絵画   | 室町時代     | 1965年11月3日 |
| 絹本著色 親鸞聖人像           | 絵画   | 室町時代     | 1998年2月27日 |
| 木造 聖徳太子立像             | 彫刻   | 鎌倉時代     | 1974年2月13日 |
| 木造 阿弥陀如来立像           | 彫刻   | 鎌倉時代     | 1992年11月3日 |
| 孔雀文磬                      | 工芸品 | 鎌倉時代     | 1965年11月3日 |
| 鴛香炉                        | 工芸品 | 江戸時代     | 1965年11月3日 |
| 三葉葵紋象牙香箱              | 工芸品 | 江戸時代     | 1965年11月3日 |
| 栗紋様香合                    | 工芸品 | 江戸時代     | 1965年11月3日 |
| 短刀 銘 来国光                | 工芸品 | 鎌倉時代     | 1965年11月3日 |
| 紙本墨書 六字名号             | 書跡   | 室町時代     | 1965年11月3日 |
| 紙本墨書 第十八願文・願成就文 | 書跡   | 室町時代     | 1965年11月3日 |
| 紙本墨書 十字名号             | 書跡   | 室町時代     | 1998年2月27日 |
| 御伝鈔                        | 典籍   | 室町時代     | 1965年11月3日 |
| 教行信証                      | 典籍   | 南北朝時代   | 1974年2月13日 |
| 紙本墨書 皇太子聖徳奉讃       | 典籍   | 鎌倉時代     | 1998年2月27日 |
| 紙本墨書 五帖御文（五冊）     | 典籍   | 室町時代     | 1998年2月27日 |
| 紙本墨書 五帖御文（四冊）     | 典籍   | 室町時代     | 1998年2月27日 |
| 野寺村検地帳                  | 古文書 | 江戸時代     | 1965年11月3日 |
| 野寺絵図                      | 古文書 | 江戸時代     | 1965年11月3日 |
| 家康黒印免許状                | 古文書 | 安土桃山時代 | 1965年11月3日 |
| 教如上人書状                  | 古文書 | 安土桃山時代 | 1965年11月3日 |
| 本證寺門徒連判状              | 古文書 | 室町時代     | 1965年11月3日 |
| 伝源頼朝安堵状                | 古文書 | 未詳         | 1965年11月3日 |